# The Rolling Girls
The Rolling Girls (ローリング☆ガールズ, Rōringu Gāruzu) est une série télévisée d'animation japonaise produite par Wit Studio, écrite par Yasuyuki Muto et réalisée par Kotomi Deai. La diffusion de la série débute le 11 janvier 2015 au Japon sur la chaîne MBS et en simulcast dans les pays francophones sur Wakanim. Deux adaptations en manga sont prépubliées depuis le 4 octobre 2014 dans le Monthly Comic Garden.

## Synopsis
À l'issue de la « Grande Guerre de Tokyo », la politique et l'économie du pays changèrent radicalement avec la disparition des élites sociaux. Ainsi, le Japon entier se divisa en 10 préfectures qui devinrent rapidement indépendantes, mais aussi et surtout concurrentes. Ceux qui avaient combattu dans cette Grande Guerre se reconvertirent en ce que l'on appelle désormais « Mosa », munis d'un pouvoir impressionnant, représentant une préfecture et combattant en son honneur lors de disputes territoriales. Les Mosa sont soutenus par leur "Mob", un groupe d'individus qui travaillent à leur service et à celui de la préfecture.
L'histoire de The Rolling Girls commence avec la dispute entre deux Mosa, Kuniko Shigyou et Masami Utoku, aka Maccha Green. Après que les deux se retrouvent mutuellement K.O. à la suite d'un combat des plus originaux, l'amie d'enfance de Masami, Nozomi Moritomo, décide de prendre la relève de ses fonctions : elle ne pourra pas acquérir la même force au combat que Masami, mais décide au moins de parcourir le pays afin d'aider diverses personnes qui en auraient besoin, au nom de son amie. Très rapidement, elle rencontre trois camarades qui décident de l'accompagner : Yukina Kosaka, Ai Hibiki et Chiaya Misono. C'est ainsi que les quatre filles partent en voyage, vivre des aventures délirantes qu'elles ne sont pas prêtes d'oublier…

## Personnages
Nozomi Moritomo (森友 望未, Moritomo Nozomi)
Yukina Kosaka (小坂 結季奈, Kosaka Yukina)
Ai Hibiki (響 逢衣, Hibiki Ai)
Chiaya Misono (御園 千綾, Misono Chiaya)
Masami Utoku (宇徳 真茶未, Utoku Masami)

## Manga
Une adaptation en manga écrite par Yōsuke Miyagi et illustrée par Bonkara a commencé sa prépublication le 4 octobre 2014 dans le magazine Monthly Comic Garden de l'éditeur Mag Garden et sur Internet sur le magazine en ligne Monthly Comic Blade. Une autre adaptation en manga, cette fois de type yonkoma intitulée Ro~lling Gi~rls Inspiration x Traveler est également prépubliée depuis le 4 octobre 2014 dans le magazine Monthly Comic Garden.

## Anime
La série d'animation produite par Wit Studio est diffusée au Japon à partir du 11 janvier 2015 sur la chaîne MBS et plus tard sur d'autres chaînes. La série est également diffusée en simulcast dans les pays francophones sur Wakanim.

### Liste des épisodes
| No | Titre de l’épisode en français | Titre original de l’épisode                      | Date de 1re diffusion |
| -- | ------------------------------ | ------------------------------------------------ | --------------------- |
| 1  | King of Rookie                 | キング・オブ・ルーキー Kingu Obu Rūkī            | 11 janvier 2015       |
| 2  | Au centre du monde             | 世界のまん中 Sekai no man'naka                   | 18 janvier 2015       |
| 3  | Admiration pour les héros      | 英雄にあこがれて Eiyū ni akogarete               | 25 janvier 2015       |
| 4  | Rêve                           | 夢 Yume                                          | 1er février 2015      |
| 5  | Une personne décevante         | 期待はずれの人 Kitai hazure no hito              | 8 février 2015        |
| 6  | L'éclair                       | 電光石火 Denkō sekka                             | 15 février 2015       |
| 7  | Donne moi une étoile           | 星をください Hoshi o kudasai                     | 22 février 2015       |
| 8  | Après la pluie                 | 雨上がり Ame agari                               | 1er mars 2015         |
| 9  | Les Voleurs de la nuit         | 夜の盗賊団 Yoru no tōzokudan                     | 8 mars 2015           |
| 10 | NO NO NO                       | NO NO NO                                         | 15 mars 2015          |
| 11 | La Rose de la passion          | 情熱の薔薇 Jōnetsu no bara                       | 22 mars 2015          |
| 12 | Le futur est entre nos mains   | 未来は僕等の手の中 Mirai wa bokura no te no naka | 29 mars 2015          |